# مقاطعة بيري (إنديانا)
مقاطعة بيري (بالإنجليزية: Perry County, Indiana)‏ هي إحدى مقاطعات ولاية إنديانا في الولايات المتحدة. تأسست سنة 1814، بلغ عدد سكانها 19338 نسمة في عام 2010 حسب إحصاء مكتب تعداد الولايات المتحدة وتصل الكثافة السكانية فيها 19.58 نسمة/كم2.

## وصلات خارجية
- United States Counties